# Barry Hay
Barry Hay, rodným jménem Barry Andrew Hay, (* 16. srpna 1948 Faizabad, Indie) je nizozemský zpěvák, kytarista a flétnista.
Narodil se v Indii nizozemské matce a skotskému otci, a když mu bylo osm let, přestěhoval se s rozvedenou matkou do Nizozemska. Původně žil v Amsterdamu, odkud se později přestěhoval do Haagu. Začínal ve skupině The Haigs, která v polovině 60. let vydala několik singlů. V roce 1967 potřebovala skupina Golden Earring náhradu za Franse Krassenburgera, Hay místo přijal a ve skupině hrál až do ukončení její činnosti. Hay je též autorem obalů k několika albům skupiny a spoluautorem řady jejích písní, včetně hitu „Radar Love“. Podílel se též na skladbě „Sail Away to Avalon“ z alba The Final Experiment skupiny Ayreon. Počínaje rokem 2016 vystupoval s vlastní skupinou Barry Hay's Flying V Formation, s níž vydal jedno studiové album. Později vydal dvě alba s hudebníkem JB Meijersem.

## Diskografie

### Sólová
- Only Parrots Frogs and Angels (1972)
- Victory of Bad Taste (1987)
- The Big Band Theory (2008) – s Metropole Big Band[2]
- Barry Hay's Flying V Formation (2016)
- For You Baby (2019)
- Fiesta de la Vida (2022)

### Golden Earring

#### Studiová alba
- Miracle Mirror (1968)
- On the Double (1969)
- Eight Miles High (1969)
- Golden Earring (nebo také The Wall of Dolls) (1970)
- Seven Tears (1971)
- Together (1972)
- Moontan (1973)
- Switch (1975)
- To the Hilt (1976)
- Contraband (nebo také Mad Love) (1976)
- Grab It for a Second (1978)
- No Promises...No Debts (1979)
- Prisoner of the Night (1980)
- Cut (1982)
- N.E.W.S. (1984)
- The Hole (1986)
- Keeper of the Flame (1989)
- Bloody Buccaneers (1991)
- Face It (1994)
- Love Sweat (1995)
- Paradise in Distress (1999)
- Millbrook U. S. A. (2003)
- Tits 'n Ass (2012)

### s Ayreon
- The Final Experiment (1995)